# Volveréis – Ein fast klassischer Liebesfilm
Volveréis – Ein fast klassischer Liebesfilm (Originaltitel: Volveréis, internationaler Titel: The Other Way Around) ist ein spanisch-französischer Spielfilm von Jonás Trueba aus dem Jahr 2024. In der Tragikomödie übernahmen Itsaso Arana und Vito Sanz die Hauptrollen eines Paares, das zum Erstaunen seines Umfelds beschließt, sich nach langjähriger Beziehung voneinander zu trennen. Das Werk wurde im Mai im Rahmen des 77. Filmfestivals von Cannes uraufgeführt und kam Ende August in die spanischen Kinos.

## Handlung
Die Filmregisseurin Ale und der Schauspieler Alex sind seit 15 Jahren ein Paar. Als sie beschließen, sich voneinander zu trennen, richten sie eigens dafür eine Party aus. Dabei folgen sie einem alten Witz von Ales Vater, wonach Trennungen und nicht Verlobungen oder Hochzeiten Grund für eine Feier wären. Ales und Alex’ kündigen ihre „Trennungsparty“ zahlreichen Freunden und Familienangehörigen an, um sich von der Realität ihrer Trennung zu überzeugen. Ihr Umfeld bleibt ratlos zurück. Dennoch scheint sich das Paar seiner Entscheidung sicher zu sein.

## Veröffentlichung
Die Weltpremiere von Volveréis – Ein fast klassischer Liebesfilm erfolgte am 20. Mai 2024 im Rahmen der 77. Filmfestspiele von Cannes in der Nebensektion Quinzaine des cíneastes. Jonás Trueba war der einzige spanische Regisseur, der beim Festival mit einem Werk vertreten war.
Ein regulärer Kinostart in Frankreich erfolgte am 28. August 2024 unter dem Titel Septembre sans attendre im Verleih von Arizona Distribution. In den spanischen Kinos erschien der Film zwei Tage später.
Die Kinoauswertung in Deutschland startete am 1. Mai 2025 über den Piffl Medien Filmverleih.